# The Eavesdropper (film 1912)
The Eavesdropper è un cortometraggio muto del 1912 diretto da James Young. Il nome del regista appare anche tra gli interpreti, accanto a quello di Clara Kimball Young con cui, all'epoca, era sposato.

## Trama
Dopo aver portato a una matinée Kitty e Billy, i suoi due fratellini, Alice organizza insieme ai bambini uno spettacolo teatrale. Come canovaccio, utilizzano quello che hanno sentito spiando la sorella più grande che litiga con Bob, il suo innamorato. Bob, assistendo allo spettacolo, si pente della lite e suggerisce ai piccoli attori un diverso finale.

## Produzione
Il film fu prodotto dalla Vitagraph Company of America

## Distribuzione
Distribuito dalla General Film Company, il film - un cortometraggio di 150 metri - uscì nelle sale statunitensi il 28 novembre 1912. Nelle proiezioni, veniva programmato con il sistema dello split reel, accorpato in un'unica bobina con un altro cortometraggio prodotto dalla Vitagraph, la commedia Three Girls and a Man.
Nel Regno Unito, il film fu distribuito il 6 marzo 1913.